# Khoms (impôt)
Pour la ville libyenne homonyme, voir Khoms.
Le khoms, un impôt islamique sur les biens supplémentaires, est une obligation pour tous les chiites. Littéralement, khoms signifie « le cinquième » et dans le vocabulaire juridique islamique chiite il s’agit de verser le cinquième du revenu des activités agricoles, industrielles, commerciales, de tout ce qu’on gagne à travers les recherches ou les services que l’on offre (employé, ouvrier…).

## Sur quoi le Khoms doit-il être prélevé
Le khoms concerne sept cas :
1. les excédents du commerce ou du salaire. Quiconque tire un bénéfice de son travail (agriculteur, industriel, commerçant, ouvrier, employé ou autre) n’est pas imposable sur l’argent qui sert à ses dépenses annuelles (nourriture, vêtements, ameublement, voyages, frais de mariage, voiture ou autre), mais sur la somme qui reste en excédent, après les dépenses annuelles ;
2. les exploitations minières de tout genre (or, argent, bronze, sel, pétrole, fer etc.) ;
3. un trésor découvert ;
4. le butin de guerre ;
5. les perles fines ou le corail ;
6. si un juif ou un chrétien achète une propriété à un musulman (ahl albayt), il lui faut verser le cinquième du prix ;[réf. nécessaire]
7. dans le cas où des sommes acquises illégalement se sont mêlées au capital et que le propriétaire de cet argent ignore la proportion de revenus illicites, il pourra, en versant un cinquième de ses avoirs, transformer son capital en un capital « Hallâl », c’est-à-dire acceptable sur le plan religieux[2].

La somme à verser doit être remise à un mojtahed ou à l'un de ses représentants. Cet argent doit être dépensé pour le développement de l’Islam et les familles pauvres.
Le khoms et la zakât sont deux revenus de poids dans l’économie islamique. Si ces sommes sont versées aux responsables de façon correcte, elles permettront une meilleure gestion sociale et une lutte plus efficace contre la pauvreté, le chômage et l’analphabétisme.
Elles permettront d’aider les déshérités et de créer des centres d’utilité publique comme les hôpitaux, les mosquées, les écoles, les routes, les bains publics ou des organisations d’entraide.

## Le khoms d’après le Coran
Le texte législatif essentiel qui institue le Khoms est le verset suivant :

« Sachez (Ô vous les croyants !) que de tout ce que vous gagnez, le cinquième (Khoms) appartient à Allah, au Prophète et à ses proches, aux orphelins, aux pauvres et aux voyageurs (à court d'argent), si vous croyez en Allah et à ce qu'IL a révélé à Notre Serviteur (Mohammad) le Jour du Discernement, le jour où les deux parties se sont rencontrées; et Allah est Puissant sur toute chose »

.

## Différence entre khoms et zakât
le khoms et la zakât sont des impôts destinés à résoudre les problèmes financiers de la communauté islamique. Ils permettent une répartition équitable des biens et renforcent le budget de l'État islamique. La grande différence entre la zakât et le khoms se situe à ce niveau que, la zakat appartenant au trésor public de la communauté, son utilisation se limite à la chose publique. Le khoms est destiné au gouvernement islamique, c'est-à-dire aux dépenses qui garantissent le fonctionnement de l'appareil de l'État islamique.